# حسرت جعفروف
حسرت جعفروف (به ترکی آذربایجانی: Həsrət Cəfərov،  زادهٔ ۵ اکتبر ۲۰۰۲) یک کشتی‌گیر فرنگی‌کار اهل کشور جمهوری آذربایجان است.
از افتخارات وی می‌توان به کسب مدال نقره قهرمانی کشتی جهان ۲۰۲۳ و مدال برنز بازی‌های المپیک ۲۰۲۴ پاریس  و قهرمانی کشتی جهان ۲۰۲۲ اشاره کرد.

## فعالیت حرفه‌ای

### قهرمانی کشتی جهان ۲۰۲۲
جعفروف در وزن ۶۷ کیلوگرم کشتی فرنگی قهرمانی کشتی جهان ۲۰۲۲ بلگراد شرکت کرد، او در مسابقه های اول تا سوم دیگو د لیجا از مکزیک، کاتسواکی اندو از ژاپن و هوسییوتو از چین را شکست داد اما در نیمه نهایی به ماته نمس از صربستان باخت و به دیدار رده‌بندی رفت. وی در دیدار رده‌بندی مورات فیرات از ترکیه را شکست داد و مدال برنز را بدست آورد.

### قهرمانی کشتی جهان ۲۰۲۳
جعفروف در وزن ۶۷ کیلوگرم کشتی فرنگی قهرمانی کشتی جهان ۲۰۲۳ بلگراد شرکت کرد، او در این مسابقات ادسون اولموس از مکزیک، ایستوان وانزا از مجارستان، محمدرضا گرایی از ایران و اسلاویک گالستیان از ارمنستان را شکست داد و به فینال رسید. وی در دیدار نهایی به لوئیس اورتا از کوبا باخت و به مدال نقره رسید.

### المپیک ۲۰۲۴ پاریس
جعفروف در وزن ۶۷ کیلوگرم کشتی فرنگی المپیک ۲۰۲۴ پاریس حاضر بود که در کشتی های اول و دوم محمد ابراهیم السید از مصر و والنتاین پتیک از مولداوی را شکست داد اما در نیمه نهایی به پرویز نصیب‌اف از اوکراین باخت و به دیدار رده‌بندی رفت. وی در دیدار رده‌بندی امانتور اسماعیل‌اف از قرقیزستان را شکست داد و مدال برنز را بدست آورد.